# Bajnai Gordon
Bajnai György Gordon (kiejtéseⓘ) (Szeged, 1968. március 5. –) magyar közgazdász, üzletember, volt politikus. 2007 és 2008 között önkormányzati és területfejlesztési, majd 2009-ig nemzeti fejlesztési és gazdasági miniszter a második Gyurcsány-kormányban. Gyurcsány Ferenc lemondása után 2009. április 14. és 2010. május 29. között a Magyar Köztársaság miniszterelnöke.
A 2014-es magyar és európai parlamenti választások után visszavonult a politikától. 2014 őszétől a párizsi székhelyű Meridiam globális befektető és eszközkezelő operatív igazgatója.

## Tanulmányai
Bajnai György László és Sóvári Ágota fia. Baján nevelkedett, a III. Béla Gimnáziumban érettségizett 1986-ban. 1991-ben szerzett közgazdász diplomát a Budapesti Közgazdaságtudományi Egyetem nemzetközi kapcsolatok szakán. Közösségi és szakmai munkájáért Pro Universitate díjat kapott. Bajnai aktív volt az egyetemi diákközéletben. 1987-ben a Független Hallgatói Tagozat első elnökeként ő szervezte a Közgazdasági Egyetemen a menzabojkottot a közétkeztetés minősége miatti tiltakozásul. Ezt követően a Magyar Ifjúsági Szervezetek Országos Tanácsa Nemzetközi Bizottságának elnökeként együtt dolgozott többek között Stumpf Istvánnal is.
Négy évig vezette a középiskolás fiatalok érettségire való felkészítésével foglalkozó Studium Generale történelem szekcióját. Bajnai részt vett a rövid életű Új Nemzedék Mozgalom nevű ifjúsági szervezet létrehozásában – Schiffer Andrással együtt –, amelyet Gyurcsány Ferenc a KISZ-utód Demiszből való távozása után alapított.

## Menedzseri pályafutása
Miután megszerezte diplomáját, a Creditum Pénzügyi Tanácsadó Kft. munkatársa lett. 1993-ban szakmai gyakorlaton vett részt a londoni Európai Újjáépítési és Fejlesztési Banknál (EBRD). Később az Eurocorp Nemzetközi Pénzügyi Rt.-nél dolgozott 1994-ig.
1995 és 2000 között a CA IB Értékpapír Rt. ügyvezető igazgatója, majd vezérigazgató-helyettese volt, ugyanabban az időszakban, amikor a cég vezetője Simor András későbbi jegybankelnök volt. Bajnai több jelentős cég (OTP, Richter, MOL, MATÁV) tőzsdei bevezetésében közreműködött. Ebben az időszakban dolgozott együtt többek között Lantos Csabával, illetve Küllői Péterrel is.
1998 és 1999 között a Danubius Rádió igazgatósági tagja volt. 1999-ben az Equinox Private Equity Fund beruházási bizottságának tagja is volt.
2000 és 2005 decembere között a Wallis Rt. (ma: Zrt.) vezérigazgatójaként dolgozott. Feladata a befektető cég átszervezése, hatékonyabbá tétele és a befektetések kezelése volt. A csoporthoz tartozott egyebek közt a Graboplast Rt., a Rába Rt., az Elender Rt., az Index.hu, a Wallis Ingatlan, a Wallis Autó Holding, a Danubius Rádió, a Café Reklám csoport is.
A Wallis még 1998–99-ben, Bajnai Gordon vezérigazgatósága előtt lett a Hajdú-Bét Rt. többségi tulajdonosa. A cég a víziszárnyaspiac összeomlása miatt 2003-ban – a megmentésére tett többszöri tulajdonosi próbálkozás ellenére – 5,5 milliárd forint adósságot hátrahagyva csődbe ment. Beszállítóinak jelentős része nagy veszteségeket szenvedett. Maga a Wallis csoport 10 milliárd forint veszteséggel szállt ki a befektetésből.
A média több hullámban foglalkozott az üggyel, amelynek során számos valótlan állítás látott napvilágot Bajnai és a Hajdú-Bét kapcsán. Későbbi bírói ítéletek több médiumot helyreigazításra köteleztek. Hamisnak bizonyult például az a feltételezés, hogy a céget nem fejlesztették és csak a pénzt vették ki belőle.
További helyreigazítások:
- FN
- FN II.
- MNO
- MNO, Zsigó Róbert közleménye
- Hir TV[halott link]

2001 és 2005 között tagja volt a győri Graboplast Zrt., 2003 és 2005 között a szintén győri Rába igazgatóságának is.
2005 végétől, annak privatizációját követően a Budapest Airport Zrt. elnöke, illetve a Zwack Unicum Nyrt. (2003) felügyelő bizottsági tagja lett és bekerült a Budapesti Corvinus Egyetem Gazdasági Tanácsába is. Igazgatósági, illetve felügyelőbizottsági tagságairól kormányzati szerepvállalásával egy időben lemondott.

## Politikai pályafutása

### A Gyurcsány-kormány tagjaként
Kormányzati pozíciót először 2006. július 1-jétől 2007. június 30-áig vállalt, amikor Gyurcsány Ferenc miniszterelnök felkérésére a fejlesztéspolitikáért felelős kormánybiztos lett. Felügyelete alá tartozott az uniós pénzek elosztásáért felelős Nemzeti Fejlesztési Ügynökség.
Az Önkormányzati és Területfejlesztési Minisztérium (ÖTM) vezetőjeként – pártonkívüliként – 2007. július 1-jétől 2008. május 14-éig tevékenykedett, ahol Lamperth Mónikát váltotta. A területfejlesztés nélküli, Önkormányzati Minisztériummá átkeresztelt tárca élén utódja Gyenesei István lett.
Miután az SZDSZ kilépett a koalícióból, 2008. május 15-étől a kormányban az újonnan alakult Nemzeti Fejlesztési és Gazdasági Minisztérium vezetését vette át. Miniszterségének idejére esett többek között a kecskeméti Mercedes-beruházás bejelentése és aláírása, valamint az Európai Innovációs és Technológiai Intézet Budapestre helyezése is. Ez a megbízatása az új, általa vezetett kormány megalakulásával, 2009. április 16-ával szűnt meg.

### Miniszterelnökként

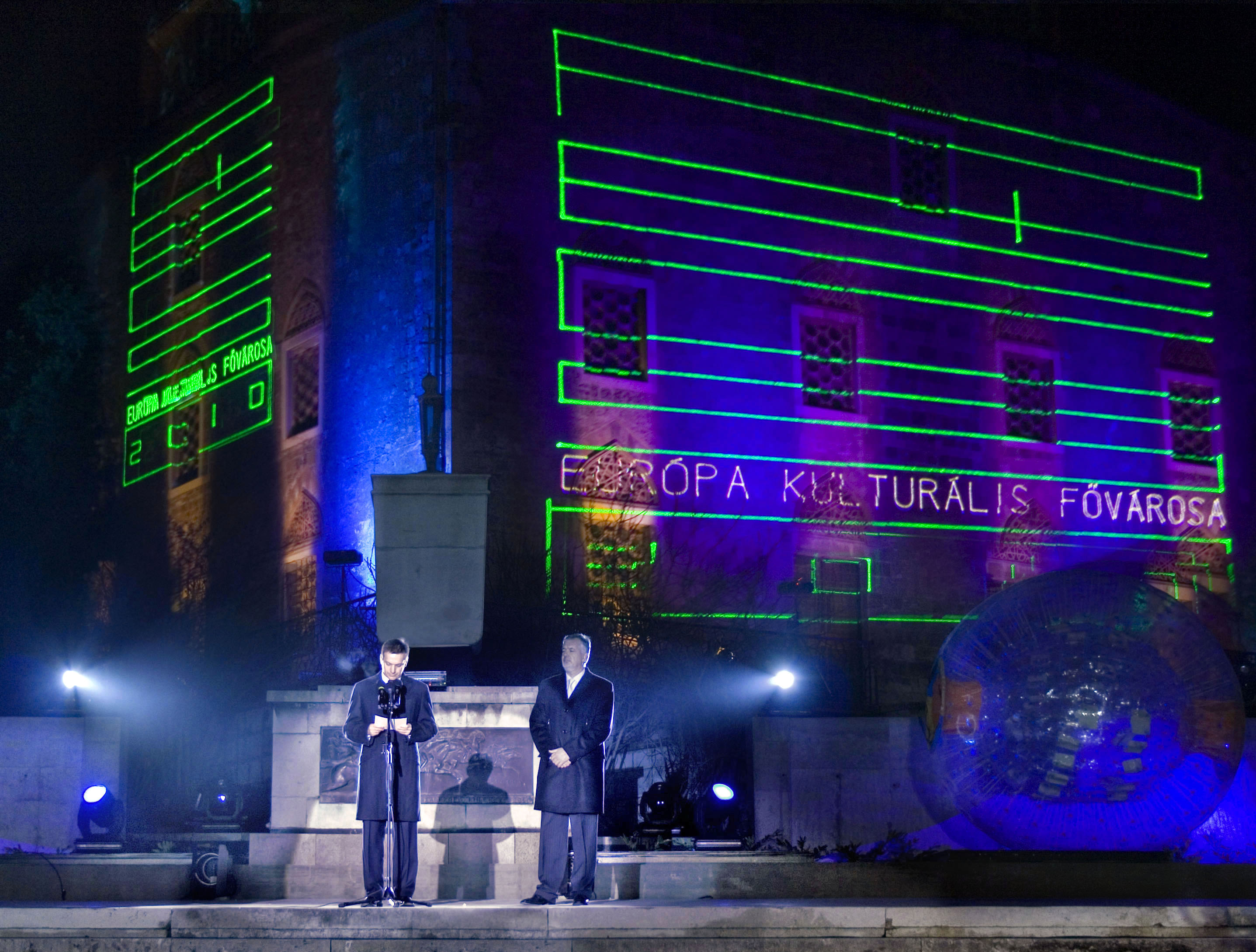
Bajnai Gordon nyitotta meg 2010. január 10-én az Európai Kulturális Főváros Pécs programsorozatot

Miután Gyurcsány Ferenc 2009. március 21-én kilátásba helyezte a kormányfői posztjáról való távozását, a kormányválság március 29. és 30. közti éjszakáján az MSZP és az SZDSZ is elfogadta Bajnai Gordont mint miniszterelnök-jelöltet, aki a 2010 tavaszán esedékes választásokig, azaz mintegy egy évig vezetné a kormányt.
Miniszterelnök-jelölti bemutatkozó beszédében március 30-án fájdalmas megszorításokat ígért annak érdekében, hogy a gazdasági válság káros hatásai a magyar gazdaságra ne mélyüljenek tovább. Az Országgyűlés 2009. április 14-én 204 igen szavazattal, 8 tartózkodással, ellenszavazat nélkül választotta Magyarország miniszterelnökévé. (A Fidesz- és a KDNP-frakció, valamint a korábban az MDF parlamenti képviselőcsoportjához tartozó tagok jelentős része nem szavazott.) A miniszterelnöki posztot Bajnai Gordon csak a következő választásokig vállalta, nem jelöltette magát újra, aktívan nem is vett részt az országgyűlési választások kampányában.

#### A Bajnai-kormány cselekvési tervének négy pillére
1. Azonnali beavatkozás
Ennek leginkább mérhető hatása a forint árfolyamában jelent meg, miután 3 hónapnyi drasztikus gyengülés után elkezdett visszaerősödni. A 31 milliárdos költségű munkahelymegőrző program keretében azt sikerült elérni, hogy az előzetesen tervezettnél kevesebb ember veszítette el a munkahelyét. Az "Út a munkához" program segítségével további 100 ezer alacsony képzettségű ember tért vissza a munka világába, sokévi passzivitás után.[forrás?] A krízisalap támogatásaiból 100 ezer családnak jutott pénzügyi támogatás. A távhő áfáját is csökkentették, ez 650 ezer család, összesen mintegy 2 millió ember életében hozott könnyebbséget.
2. Egyensúlyteremtés
A költségvetés hiány növekedésének megakadályozása érdekében 1200 milliárd forintos megszorítást hajtott végre a Bajnai kormány. Ez – arányait tekintve – az elmúlt évtizedek legnagyobb hasonló kiigazításának tekinthető a világban. Az államháztartási hiány mértéke végül 4,7 százalék lett.
3. Bizalom újjáépítése
A válságkezelő kormány programjának harmadik pillére a bizalom újjáépítése volt. Ez tette többek között lehetővé, hogy a jegybanki alapkamat 20 éves mélypontra volt csökkenthető, ami komoly segítséget jelentett a gazdaság újbóli felpörgetéséhez, így a vállalkozások jövedelmezőségének növeléséhez.
4. Növekedés beindítása
A nyugdíjrendszer átalakítása biztosította a nyugdíjasok járandóságát, de értékes munkaerőt is bent tartott a munka világában. A Bajnai-kormány a szociális rendszerben is komoly átalakításokat hajtott végre. Ezek arra ösztönözték a munkára képes embereket, hogy segély helyett inkább vállaljanak munkát, ugyanis így jobban járnak. Az adórendszerben is komoly, mindenki számára érzékelhető változások történtek. Az adóátrendezés hatására 2010. év elején már több millió munkavállalónak emelkedett a nettó fizetése. Egy átlagos keresetű emberé kb. 15 ezer forinttal. Az adóátalakításoknak köszönhetően további 400 milliárd forint maradt a magyar vállalkozásoknál beruházásra és munkahelyteremtésre.
A megszorító csomag elemei:
A közszférát érintő intézkedések:
- Két évre befagyasztják a közszféra bruttó bértömegét
- Felülvizsgálják a 2009 második félévi kereset-kiegészítést
- Megszűnik a 13. havi fizetés
- Csökkentik az önkormányzati támogatásokat

A nyugdíjrendszer változásai:
- Előre hozzák a nyugdíjkorhatár tervezett emelését, 2014 és 2022 között fokozatosan emelkedik 62-ről 65 évre a nyugdíjkorhatár
- Átütemezik év végére a 2009-re tervezett nyugdíjkorrekciót
- 2010-ben elmarad a nyugdíjkorrekció
- 2009-ben nem fizetik ki a 13. havi nyugdíj második felét
- Megszűnik a 13. havi nyugdíj, és csökken az évenkénti nyugdíjemelés törvényileg garantált mértéke
- Kevésbé éri majd meg a korhatár előtt nyugdíjba vonulni

Változások a szociális rendszerben:
- 10 százalékkal csökken a táppénz
- Két évre rögzítik a családi pótlék összegét, melynek korhatárát is csökkentik: a gyermek 23 éves kora helyett csak 20 évig jár
- A gyes és gyed együttesen három helyett csak két évig jár (ez a már megszületett gyerekek szüleire még nem vonatkozik), ehhez bölcsőde- és óvodafejlesztést ígér a kormány
- Felfüggesztik a lakástámogatásokat
- Fokozatosan megszüntetik a távhő- és a gázártámogatást

Egyéb kiadáscsökkentő intézkedések:
- A tömegközlekedés támogatásának csökkentése, a kedvezmények felülvizsgálata
- A közmédia támogatásának csökkentése
- Az EU-s agrártámogatások nemzeti kiegészítésének csökkentése 2010-ben
- 20-ról 25 százalékra nő az áfa, de létrejön egy kedvezményes, 18 százalékos kulcs a tejre, a tejtermékekre, a pékárura és a távfűtésre

Bajnai Gordon parlamenti búcsúbeszédében hangsúlyozta: (…) „a következő tíz év mostohább körülményeket teremt számunkra, mint amilyen a válság előtti évtized volt. Az ország vezetőinek olyan korszakra kell felkészíteniük hazánkat, amikor lassabb lesz a fejlett világ növekedése, és élesebb lesz a verseny a munkahelyekért, a hitelekért, a piacokért.”
Ugyanebben a beszédben elérendő célként tűzte ki az euró 2014-es bevezetését Magyarországon, valamint az oktatás és a szociális rendszer átalakítását.
A Bajnai-kormány által indulásakor célként kijelölt 142 pontból 139 teljesült úgy, hogy egy sor olyan ügyet is meg kellett oldaniuk, amit a kormányzás megkezdésekor még nem ismerhettek.[forrás?]

### Diplomácia
A Bajnai-kormány a külpolitikában a Magyarország iránti nemzetközi bizalom erősítését, a magyar nemzeti érdekek védelmét, Magyarország nemzetközi befolyásának erősítését és az európai integráció előmozdítását tűzte ki célul.
A gazdasági világválság minden eddiginél világosabbá tette, hogy külső megítélésünk, országképünk és nemzetközi pozícióink kiemelt jelentőséggel bírnak, mert nyitott gazdaságunk rendkívüli mértékben rá van utalva a nemzetközi partnerekre Európában és Európán kívül egyaránt.

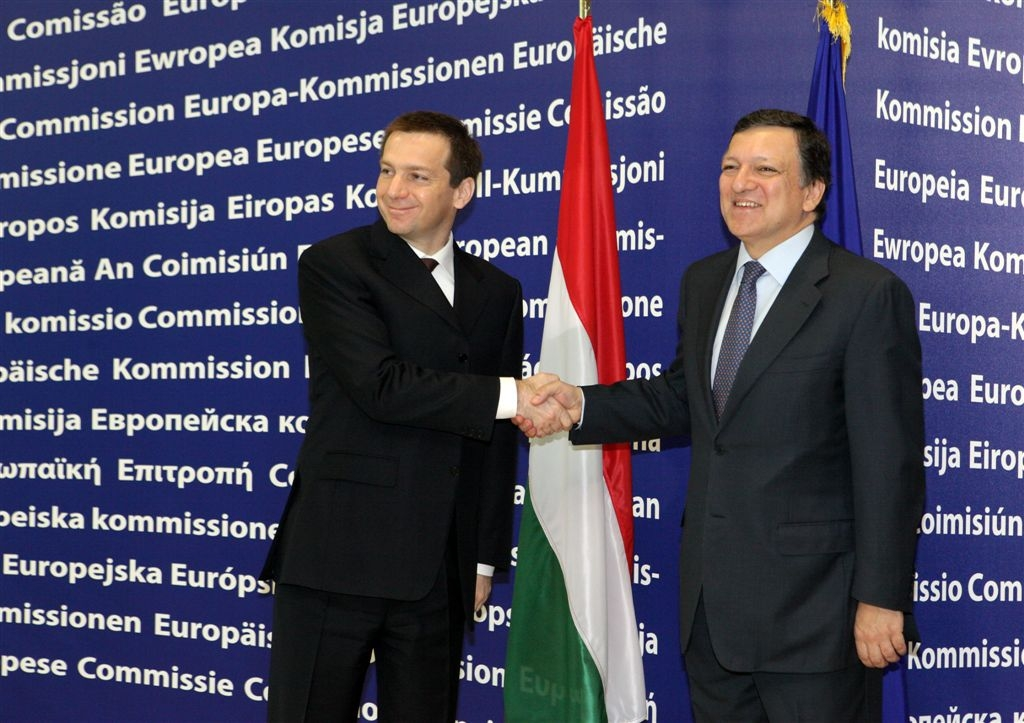
Bajnai Gordon José Manuel Barrosoval Brüsszelben

Bajnai Gordon miniszterelnökként kétoldalú tárgyalásokat folytatott többek között Werner Faymann osztrák kancellárral, Angela Merkel német kancellárral, Nicolas Sarkozy francia, Borisz Tadics szerb, Toomas Ilves észt köztársasági elnökkel, Gordon Brown brit, José Louis Rodriguez Zapatero spanyol, Silvio Berlusconi olasz, Jórgosz Papandréu görög, Donald Tusk lengyel, Emil Boc román, Bojko Boriszov bolgár, Jan Fischer cseh, Valdis Dombrovskis lett, Mirco Cvetkovics szerb, Nicola Spiric bosznia-hercegovinai, Jadranka Kosor horvát, Vlad Filat moldáv miniszterelnökkel.
Bajnai Joe Biden amerikai alelnök meghívására 2009 decemberében a washingtoni Fehér Házban tárgyalt stratégiai kérdésekről. 2010 áprilisában Bajnai 11 közép-európai ország vezetőjének társaságában egyeztetett Barack Obama amerikai elnökkel Prágában.

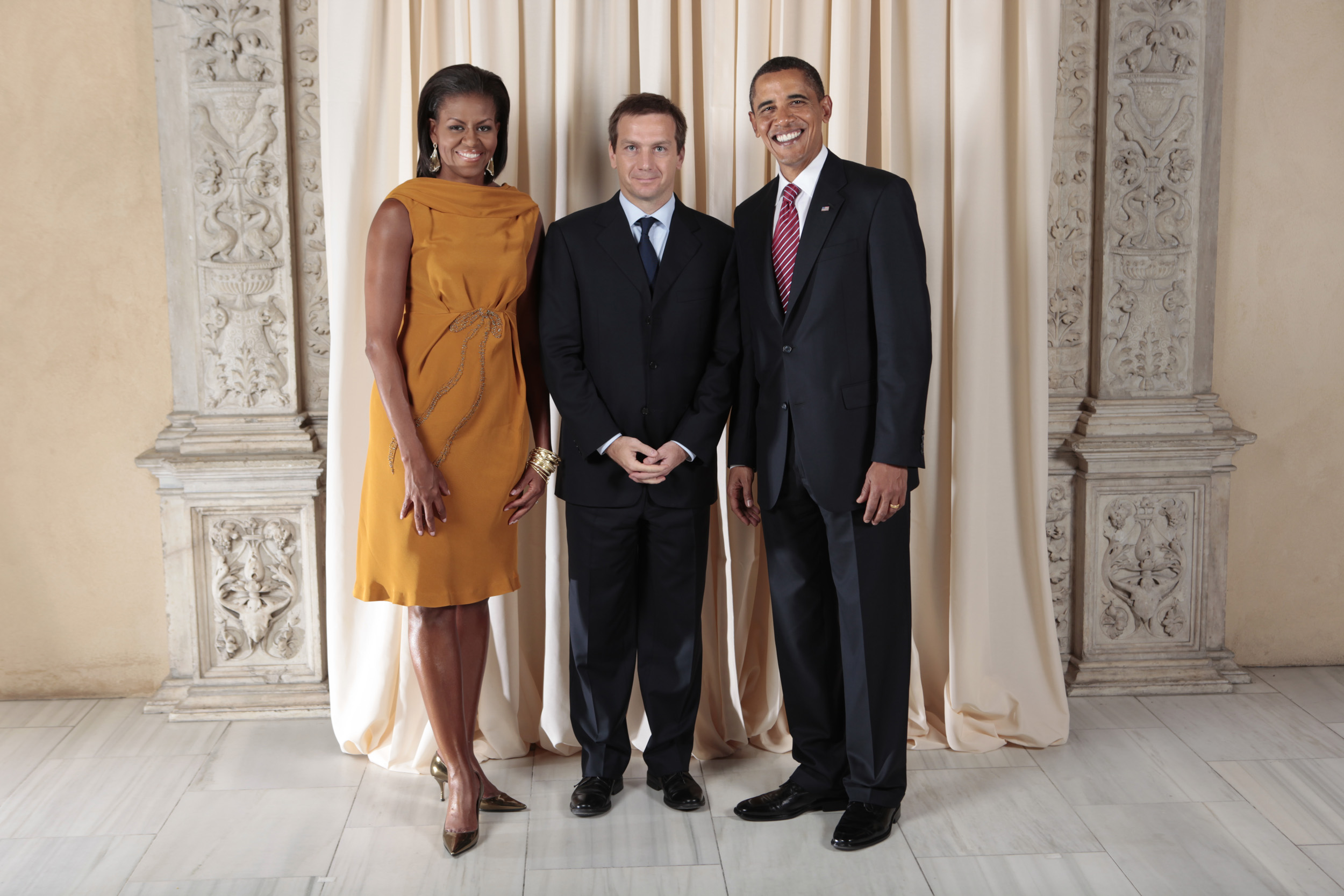
Barack Obamával és feleségével

Bajnai kormányfőként vett részt a 2009. szeptemberi ENSZ Közgyűlésen, a 2009. decemberi koppenhágai klímacsúcson. 2009 novemberében XVI. Benedek pápa magánkihallgatáson fogadta a Vatikánban. Bajnai részt vett a berlini fal leomlásának 20. évfordulójára rendezett ünnepségen Berlinben. Fogadta a 2010 márciusában Budapestre látogató Károly brit trónörököst.
A Bajnai-kormány aktív szerepet vállalt a lisszaboni szerződés életbe léptetését lehetővé tevő európai kompromisszum tető alá hozásában és az EU2020 Stratégia vitájában. A kormány hivatali idejére eső soros magyar Visegrádi Négyek elnökség alatt felpörgött a V4-együttműködés és szorosabbá vált a koordináció is: a miniszterelnökök minden EU-csúcs előtt egyeztettek a közös pozícióról.

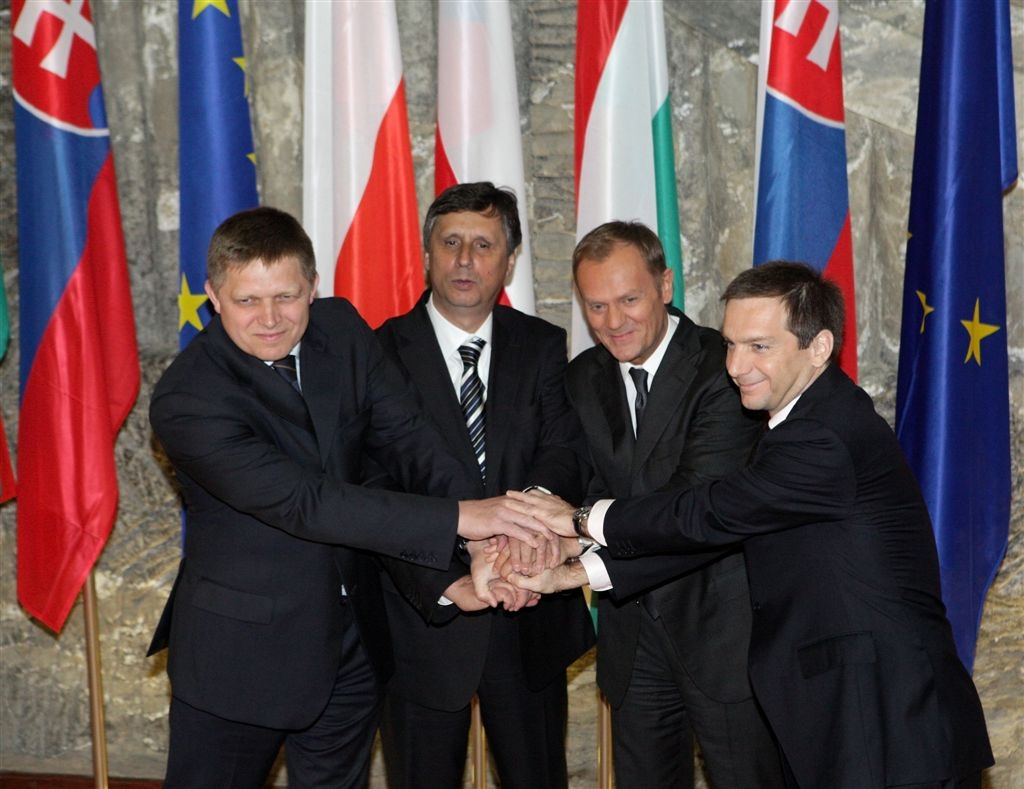
Bajnai a V4 miniszterelnökökkel

A Bajnai-kormány a magyar ellátásbiztonság javítása érdekében 11 ország részvételével miniszterelnöki szintű V4+ Energiabiztonsági Csúcstalálkozót rendezett Budapesten 2010 februárjában. A csúcs közös nyilatkozattal zárult az energiapolitikai együttműködésről. A közös fellépés nagyban hozzájárult a 2011. februári brüsszeli informális EU energia és innovációs csúcs eredményeihez, és lökést adott az energiaforrás-diverzifikációs törekvéseknek. 2009 júliusában Ankarában a hat részt vevő ország miniszterelnöke, köztük Bajnai Gordon, aláírta a Nabucco gázvezeték megépítéséről szóló kormányközi megállapodást.

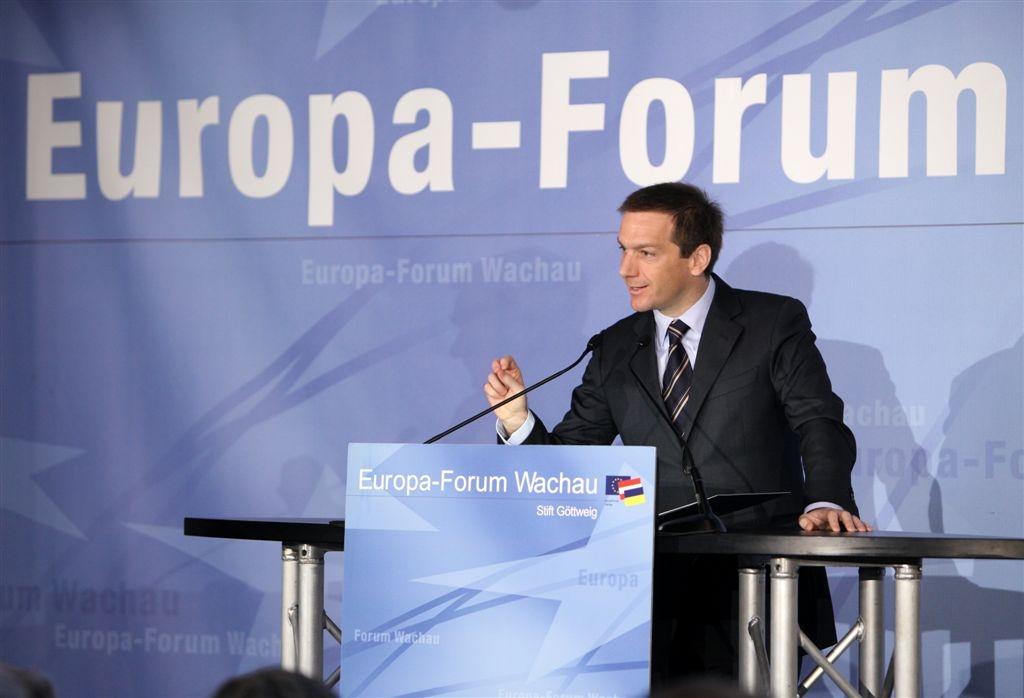
A miniszterelnök előadást tart az Európa Fórumon Wachauban

A Bajnai-kormány kezdeményező és vezető szerepet játszott a hazánk számára kulcsfontosságú Duna Stratégia elindításában és kialakításában is: 2010 februárjában Duna Csúcsra került sor Budapesten. A magyar diplomácia aktivitását ebben az időszakban jól mutatták a Nyugat-Balkán európai integrációjáról rendezett 2009. októberi és a Keleti Partnerségről szervezett 2010. márciusi külügyminiszteri szintű budapesti konferenciák.
A szlovák nyelvtörvény 2009. tavaszi diszkriminatív módosításával szemben a magyar diplomácia minden lehetséges eszközzel felvette a küzdelmet. A két ország közötti társadalmi és diplomáciai feszültségek enyhítése érdekében 2009 szeptemberében Bajnai Gordon Szécsényben tárgyalt szlovák partnerével, Robert Ficóval. A magyar kormány egyúttal a szlovákiai magyarságot esetlegesen sújtó büntetések átvállalására Nyelvalapot állított fel.
A Bajnai-kormány idején folytatódott a közös kormányülések gyakorlata: Szlovéniával, Horvátországgal és Ausztriával. Előkészítés alatt állt a soron következő közös magyar-román és az első közös magyar-szerb kormányülés, amelyekre azonban az Orbán-kormány hivatalba lépése óta nem került sor.
A Bajnai-kormány idején tovább mélyült a stratégiai együttműködés az Egyesült Államokkal. Az intenzív párbeszéd következtében az együttműködés újabb területekkel gazdagodott, például a roma integráció, vagy az energetika vonatkozásában. Magyarország részt vesz a guantánamói börtön felszámolását célzó programban, befogadott egy korábban jogtalanul fogva tartott személyt. Az új Afganisztán-stratégia keretében a kormány döntött a magyar hadsereg NATO keretekben zajló afganisztáni missziójának bővítéséről.
A Bajnai-kormány hivatali ideje alatt több kiemelt ázsiai partner is Magyarországon járt, többek között Hszi Csin-ping kínai alelnök, Nguyen Tan Dung vietnámi miniszterelnök, Szükhbatár Batbold mongol miniszterelnök, Oh Se-hoon szöuli főpolgármester, Akisino japán herceg. A kínai Csunkingban új magyar főkonzulátus nyílt a gazdasági kapcsolatépítés szándékával. A 2010. januári magyar-orosz Gazdasági Vegyesbizottság ülése keretében aláírásra került a Déli Áramlat gázvezeték megvalósíthatósági tanulmányának elkészítéséről szóló megállapodás.

## Élete 2010-től
A 2010-es kormányváltás után az év végén kormánya több tagjából és egyéb független szakértőkből létrehozta a Haza és Haladás Közpolitikai Alapítványt, melynek tagja többek között Oszkó Péter, Tordai Csaba, Szigetvári Viktor, Hegedűs Dóra, Balázs Péter.
A 2011-es szemeszterben az Egyesült Államokban, a Columbia, valamint a Johns Hopkins Egyetem Nemzetközi Tanulmányok Iskolájában vendégprofesszorként oktat, de bekapcsolódik a Transzatlanti Kapcsolatok Központja munkájába is.
2012. október 23-án Bajnai Gordon visszatért a magyar belpolitikai közéletbe és egy Milla rendezvényen a Haza és Haladás Egyesülettel karöltve elindította az „Együtt 2014” elnevezésű választási mozgalmat a 2014-es választások megnyerésért. Pártja alapvetően az új balközép erő megteremtésén dolgozik, ahogy ő fogalmaz „Az emberek már kiábrándultak a narancsból, de a szegfűt sem szerették meg azóta sem”.
2013 júniusában bejegyezték az Együtt – a Korszakváltók Pártja nevű szövetséget, mely egyesítette a Haza és Haladás, a Magyar Szolidaritás Mozgalom és a Milla szervezetét.
Hónapokig tartó tárgyalások után 2013. augusztus 29-én Mesterházyval együtt bejelentette, hogy az MSZP és az Együtt-PM koordináltan indul a 2014-es választáson.
2014 januárjában új tárgyalásokat kezdeményezett a baloldali pártok között, melynek eredményeképpen létrejött az ún. Összefogás. Bajnai önkéntes hátralépésével az összefogás vezetője Mesterházy Attila lett, amibe az ő javaslatára bevonták a Gyurcsány-féle DK-t és a Fodor Gábor-féle Liberális Pártot is. A 2014-es országgyűlés választáson az összefogás tagjaként az Együtt-PM 4 mandátumot szerzett. A vereség után, előrehozott tisztújító ülést kezdeményezett pártjában, és úgy fogalmazott, hogy „A választási vereséget együtt szenvedtük el, de a tanulságokat már mindenkinek külön kell levonni”, valamint vállalta a felelősséget a választók, és saját pártja előtt, hogy nem tudtak elég jó ajánlatot tenni a magyar polgároknak. A 2014. májusi Európai Parlamenti választásokon az Együtt-PM önállóan indult, és 7,4%-os eredményt ért el. A listavezető Bajnai volt, ám a választást követően visszalépett, és a listán második helyezett Jávor Benedek nyerte el az uniós képviselői mandátumot.
A 2014 májusában nyilvánosságra hozott Befolyás-barométer szerint ő Magyarország 60. legbefolyásosabb személye. Ugyanebben a hónapban egyedüli magyarként, meghívást kapott a Bilderberg-csoport zártkörű találkozójára.
2014 nyarán Bajnai visszalépett az aktív politizálástól, és szeptember 1-től ügyvezető igazgató lett a Meridiam-csoportnál, egy francia hátterű infrastrukturális befektetésre szakosodott multinacionális cégnél. Korábban a cég felügyelőbizottságában dolgozott, de a parlamenti vagyonnyilatkozatában ez nem szerepel.

## Magánélete

### Családja
Édesapja, Bajnai György a Bajai Lakberendező, Építő és Vasipari Szövetkezetnek (BLÉVISZ) volt az elnöke. A család a rendszerváltáskor, 1990-ben Bécsbe költözött. Szülei és Judit nevű testvére azóta is Bécsben élnek. Édesapja irodavezetője a bécsi Kelet-Nyugat Rt.-nek (EWT Handelsgesellschaft mbH.), és 2010 óta vezeti a családi tulajdonban álló Inverness GmbH befektetési és pénzügyi tanácsadó céget.
Bajnai Gordon második házasságában él, négy gyermek édesapja: Zsófia (1995), András (1998), Ágnes (2008) és Miklós (2012).

### A sportban
A Budapesti Labdarúgó-szövetség I/B osztályában szereplő 43. sz. Építők SK igazolt játékosa, kapus. A klub honlapja szerint a csapatnál 2001-ben az év labdarúgója volt, 2003-ban és 2005-ben a második, 2004-ben a negyedik, 2007-ben az ötödik. 2011. augusztus 15-én a Grund FC elleni felkészülési találkozón súlyos orrsérülést szenvedett el.

## Díjai, elismerései
- Pro Universitate Díj a Közgazdasági Egyetemen végzett kiemelkedő közösségi és szakmai teljesítményéért.
- A Central European Business Review c. folyóirat Közép-kelet-Európa 30 legígéretesebb üzleti vezetője közé választotta (1999)
- A Menedzserek Országos Szövetsége az Év fiatal menedzserének választotta (2003)
- A Magyar Köztársasági Érdemrend tisztikeresztje (polgári tagozat), a hazai vállalatirányítási kultúra fejlesztése terén elért eredményei, kiemelkedő szakmai és vállalatvezetői munka elismeréseként (2006)

### Interjúk, cikkek
- Bajnai marhaságnak nevezte a Heti Válasz cikkét (HVG)
- Bajnaiék véleménye a költségvetésről (HVG)
- Az utolsó miniszterelnöki interjú (NOL)
- „Nincsenek csontvázak, Orbánék megdicsérték a Bajnai kormányt” (Hírszerző)
- A kormány is elismerte Bajnaiék munkáját (Index)
- Bajnai első hivatali interjúja: ez a kormány nem lesz népszerű (NOL)
- 100 napos a Bajnai kormány (origo.hu)
- Túl van az ország a válság mélypontján (Blikk)
- Nagykoalíció szolgálná az ország érdekét[halott link] (Kisalföld)
- A főtértől a szegénynegyedig - interjú a miniszterelnökkel (NOL)
- „Magyarország az önámítás csapdájában”[halott link] (Mancs)
- Ezt csinálta Bajnai egy év alatt (HVG)
- Bajnai nem lesz főpolgármester-jelölt (Index)
- Bajnai Gordon: A józan ész politikája (NOL)
- Dési, János, Pápai Gábor (karikatúrák). A magyar szürke 48 árnyalata. Budapest: Ab Ovo. 978-615-5353-40-6 (2014)

#### Angolul
- CNBC-beszélgetés I.[halott link], CNBC-beszélgetés II.[halott link]
- NY Times I., NY Times II.
- Newsweek
- PBS Archiválva 2010. március 26-i dátummal a Wayback Machine-ben
- Reuters
- Bloomberg élő interjú a magyar miniszterelnökkel (Bloomberg)

#### Németül
- Budapester Zeitung
- Der Standard
- FAZ

#### Videók
- Bajnai Gordon interjú – ATV 2012. január 10. YouTube
- Jó estét Magyarország interjú[halott link] (TV2)
- Az Este interjúja a távozó miniszterelnökkel(MTV)
- Sajtónyilatkozat a kormányalakítás előtt (origo.hu)
- A miniszterelnök előadása a Budapesti Corvinus Egyetemen (MTV)
- Bajnai Amerikába készül[halott link] (nol.hu)
- Bajnai a Nol Totó kérdéseire válaszol[halott link] (nol.hu)
- Bajnai Gordon a Szigeten[halott link] (nol.hu)

| Elődje: Gyurcsány Ferenc | Magyarország miniszterelnöke 2009–2010 | Utódja: Orbán Viktor |